# Semaeopus carnearia
Semaeopus carnearia är en fjärilsart som beskrevs av W. Warren 1904. Semaeopus carnearia ingår i släktet Semaeopus och familjen mätare. Inga underarter finns listade i Catalogue of Life.